# Alexander Wilson (astronome)
Pour les articles homonymes, voir Wilson et Alexander Wilson (homonymie).
Alexander Wilson (né en 1714 - mort le 16 octobre 1786) est un chirurgien, fondeur de caractères, mathématicien et météorologue écossais, membre de la Royal Society of Edinburgh. Il est des premiers scientifiques à faire mention de l'utilisation de cerfs-volants dans ses études météorologiques. 
Son fils Patrick Wilson lui a succédé en tant que Regius Professor of Practical Astronomy à l'université de Glasgow en 1784.

## Jeunesse
Alexander Wilson naît à St Andrews (Fife) ; son père, Patrick Wilson, y est town clerk (en). Alexander poursuit ses études à l'université de St Andrews de laquelle il sort Master of Art (en) en 1733, à l'âge de 18 ans. 
Il débute comme des études de médecine à Saint Andrews, où il apprend à construire des thermomètres à mercure en verre. En 1737, il part à Londres pour faire fortune et devient l'assistant d'un chirurgien apothicaire français. À la même époque, il est présenté à Archibald Campbell qui, comme Wilson, s'intéresse à l'astronomie ; Wilson lui construit des instruments durant l'année 1738. 
Après avoir visité une fonderie de caractères avec un ami à Londres il formalise l'idée de son approche propre pour l'élaboration de police de caractères de qualité. Avec son ami John Baine, ils retournent en 1739 à St Andrews, et ils y débutent une activité de fondeurs de caractères en 1742.

## Université de Glasgow
L'entreprise est ensuite établie à Camlachie, près de Glasgow, en 1744. En 1748, il est recruté en tant que fondeur de caractères à l'université de Glasgow; l'année d'après, son association avec Baine est dissoute. 
Il fournit des fontes notamment à l'imprimeur Robert Foulis, permettant à celui-ci d'imprimer de belles et artistiques publications. Parmi les polices modernes, Fontana, Scotch Roman et Wilson Greek sont basées sur des caractères de Alexander Wilson. Son travail peut-être vu par exemple dans les livres de Foulis Press.
En 1749, Wilson réalise la première utilisation enregistrée d'un aérodyne en météorologie. En compagnie de Thomas Melvill, il mesure la température simultanément à différentes altitudes grâce à un train de cerfs-volants.
Bénéficiant du soutien de Lord Isla, membre de son cercle d'érudits et qui vient d'accéder au titre le 3e des Ducs d'Argyll, il est le premier titulaire en 1760 de la chaire d'astronomie de l'Université de Glasgow. Cette dernière à la suite d'un don vient d'établir son observatoire astronomique le Macfarlane Observatory (en), lequel sera mis en fonction par James Watt, alors l'ingénieur mécanicien résidant de l'Université. Wilson oriente ses contributions principalement vers l'astronomie et la météorologie: il postule que "ce qui empêche les étoiles de tomber les unes vers les autres", selon la formulation de Newton pour cette question dans son "Opticks" (1704), est que l'univers entier est en rotation sur lui-même. On a pu depuis vérifier que cela est vrai en ce qui concerne notre galaxie, tandis que l'univers entier qui est également en mouvement, l'est dans le sens de son expansion.
Wilson découvrit que les taches solaires lorsqu'observée près de la bordure du disque solaire apparaissent comme des dépressions relativement à la surface de l'astre. L'Académie Royale de Danemark des Sciences et Lettres annonça l'ouverture d'un prix destiné à récompenser le meilleur compte-rendu concernant la nature des taches solaires. Wilson présenta son compte-rendu, et le 18 février 1772 l'Académie remettait à Wilson la médaille d'or au titre de ses travaux sur les taches solaires. L'effet observé par Wilson reste depuis lors reconnu sous le nom de l'effet Wilson.